# Festival international du film de Moscou 1961
Le 2e festival international du film de Moscou se tient du 9 au 23 juillet 1961. Le Grand Prix est partagé entre le film japonais L'île nue réalisé par Kaneto Shindo et le film soviétique Ciel pur réalisé par Grigori Tchoukhraï.

## Jury
- Sergueï Ioutkevitch (URSS - Président du jury)
- Tchinguiz Aïtmatov (URSS)
- Zoltán Várkonyi (Hongrie)
- Luchino Visconti (Italie)
- Sergueï Guerassimov (USSR)
- Karel Zeman (Tchécoslovaquie)
- Mehboob Khan (Indie)
- Joshua Logan (USA)
- Léon Moussinac (France)
- Roger Manwell (Grande-Bretagne)
- Francisco Piña (Mexique)
- Walieddin Youssef Samih (Égypte)
- Jerzy Toeplitz (Pologne)
- Huang Guang (Chine)
- Michael Tschesno-Hell (Allemagne de l'Est)
- Liviu Ciulei (Roumanie)
- Borislav Sharaliev (Bulgarie)

## Films en compétition
Les films suivants sont sélectionnés pour la compétition principale :
| Titre français                    | Titre original                  | Réalisateur(s)                                     | Pays d'origine                 |
| --------------------------------- | ------------------------------- | -------------------------------------------------- | ------------------------------ |
| Les cigognes s'envolent à l'aube  | Alba Regia                      | Mihály Szemes                                      | Hongrie                        |
| La Grande Roue                    | Das Riesenrad                   | Géza von Radványi                                  | Allemagne de l'Ouest           |
| Mélodie de l'adieu                | Das große Wunschkonzert         | Arthur Maria Rabenalt                              | Autriche                       |
| NC                                | Det store varpet                | Nils R. Müller                                     | Norvège                        |
| Warriors for Freedom              | Pedjuang                        | Usmar Ismail                                       | Indonésie                      |
| William Tell                      | Wilhelm Tell                    | Michel Dikoff                                      | Suisse                         |
| Sunrise at Campobello             | NC                              | Vincent J. Donehue                                 | États-Unis                     |
| The Children of Bullerbyn Village | Alla vi barn i Bullerbyn        | Olle Hellbom                                       | Suède                          |
| La Grande Pagaille                | Tutti a casa                    | Luigi Comencini                                    | Italie, France                 |
| L'Île nue                         | Hadaka no shima                 | Kaneto Shindo                                      | Japon                          |
| Thirst                            | Setea                           | Mircea Drăgan                                      | Roumanie                       |
| L'Enclos                          | L'Enclos                        | Armand Gatti                                       | France, Yougoslavie            |
| Nous étions jeunes                | A byahme mladi                  | Binka Jeliaskova                                   | Bulgarie                       |
| Kukuli                            | Kukuli                          | Luis Figueroa, Eulogio Nishiyama, Cesar Villanueva | Pérou                          |
| Kurulubedda                       | Kurulubedda                     | L. S. Ramachandran                                 | Ceylan                         |
| Chaudhvin Ka Chand                | Chaudhvin Ka Chand              | Mohammed Sadiq                                     | Inde                           |
| To My Father in Ulan Bator        | Ulaan-Baatart baygaa miniy aavd | Dejidiin Jigjid                                    | Mongolie                       |
| Mort parmi les vivants (ar)       | Bidaya wa Nihaya                | Salah Abou Seif                                    | Égypte                         |
| NC                                | Nebeski odred                   | Bosko Boskovic, Ilija Nikolic                      | Yougoslavie                    |
| The Fire on the Second Line       | Lu'a trung tuyen                | Pham Van Khoa, Le Min Hien                         | Vietnam du Nord                |
| The Last Winter                   | Den sidste vinter               | Frank Dunlop, Anker Sørensen, Edvin Tiemroth       | Danemark, Allemagne de l'Ouest |
| Quand les fantômes s'amusent      | Das Spukschloß im Spessart      | Kurt Hoffmann                                      | Allemagne de l'Ouest           |
| Professeur Mamlock                | Professor Mamlock               | Konrad Wolf                                        | Allemagne de l'Est             |
| Les Procès d'Oscar Wilde          | The Trials of Oscar Wilde       | Ken Hughes                                         | Royaume-Uni                    |
| Historias de la revolución        | Historias de la revolución      | Tomás Gutiérrez Alea                               | Cuba                           |
| Tumangan River                    | Tumangan River                  | Chen San In                                        | Corée du Nord                  |
| Tonight a City Will Die           | Dziś w nocy umrze miasto        | Jan Rybkowski                                      | Pologne                        |
| A Revolutionary Family            | Geming jiating                  | Shui Hua                                           | Chine                          |
| NC                                | Skandaali tyttökoulussa         | Edvin Laine                                        | Finlande                       |
| Juana Gallo                       | Juana Gallo                     | Miguel Zacarías                                    | Mexique                        |
| Fetters                           | Pouta                           | Karel Kachyňa                                      | Tchécoslovaquie                |
| Ciel pur                          | Chistoe nebo                    | Grigori Tchoukhraï                                 | Union soviétique               |
| This Earth Is Mine                | Esta tierra es mía              | Hugo del Carril                                    | Argentine                      |

## Prix
- Grand Prix : 
  - L'île nue de Kaneto Shindo
  - Ciel pur de Grigori Tchoukhraï
- Prix en or spécial : La Grande Pagaille de Luigi Comencini
- Prix en or :
  - Professeur Mamlock de Konrad Wolf
  - Nous étions jeunes de Binka Jeliaskova
- Prix d'argent :
  - Les cigognes s'envolent à l'aube de Mihály Szemes
  - Thirst de Mircea Drăgan
  - The Haunted Castle de Kurt Hoffmann
  - Réalisateur : Armand Gatti pour L'Enclos
  - Acteur : Peter Finch pour Les Procès d'Oscar Wilde
  - Acteur : Bambang Hermanto pour Warriors for Freedom
  - Actrice : Yu Lan pour A Revolutionary Family
  - Directeur de la photographie : Boguslaw Lambach pour Tonight a City Will Die
  - Décorateur Bill Constable et responsable des costumes Terence Morgan pour Les Procès d'Oscar Wilde